# Стронгилоидоз
Стронгилоидо́з (лат. strongyloidosis, ангвиллюлёз, кохинхинская диарея) — паразитарное заболевание человека, вызываемое круглыми червями рода Strongyloides, преимущественно Strongyloides stercoralis. Характерной особенностью данных паразитов является способность с одной стороны жить и размножаться в организме хозяина десятилетиями практически бессимптомно, а с другой — вызывать угрожающие жизни состояния у людей со сниженным иммунитетом (диссеминированный стронгилоидоз со смертностью 60—85 %).
Стронгилоидоз широко распространён в странах с тропическим и субтропическим климатом, и в эндемичных районах может поражать до 40 % населения. Всего по оценочным данным стронгилоидозом заражено от 100 до 200 млн человек в 70 странах мира.
Основной путь заражения стронгилоидозом — проникновение личинок червя через неповрежденную кожу при ходьбе босиком или при любом другом контакте с землёй. Симптомы могут отражать как процесс проникновения личинок, сопровождающийся зудом, так и пребывание червей внутри организма, где они разносятся током крови по сосудам и органам, в конечном итоге попадая в кишечник. Наиболее частые проявления инвазии — жидкий водянистый стул, боли в животе и уртикарная сыпь на коже.

## Этиология
Причиной болезни являются круглые черви рода Strongyloides, из которых наиболее частый патоген — Strongyloides stercoralis (угрица кишечная). Из остальных 50 с лишним видов этого рода червей большинство безопасны для человека. Спорадически у больных из Африки и Папуа—Новой Гвинеи выделяется вид Strongyloides fuelleborni. Виды S. myopotami и S. procyonis имеют хозяевами животных и могут стать причиной зоонозных инфекций.

## Распространённость
Стронгилоидоз распространён во влажных тропиках и субтропиках, в меньшей степени в зоне умеренного климата. Он относится к группе забытых тропических болезней, и всемирные усилия направлены на искоренение этой патологии. Встречается в Грузии (преимущественно в Абхазии и Аджарии), в Азербайджане, на западе Украины, в Российской Федерации: в Краснодарском, Ставропольском краях, Ростовской области, в Приамурье. В США болезнь распространена в южных штатах, на территориях заселённых преимущественно латино-американцами.

## Механизм заражения
Свободноживущее поколение червей образует эндемичные очаги в почве. Половозрелые особи этого поколения откладывают яйца, из которых выходят рабдитиформные личинки. При неблагоприятных условиях окружающей среды они могут линять и, приобретая филяриевидную форму, внедряться через неповрежденную кожу человека. В месте внедрения личинок возникает местная воспалительная реакция.
Далее паразиты с током крови заносятся в лёгкие, откуда попадают в трахею и глотку, а затем заглатываются и попадают в кишечник. Здесь личинки созревают и превращаются во взрослых паразитических особей. Самец паразитического поколения погибает после копуляции, а самка начинает откладывать яйца, из которых прямо в кишечнике выходят рабдитиформные личинки. С испражнениями они попадают в почву и дают начало новому свободноживущему поколению червей. 
Существует также механизм самозаражения (аутоинвазии), благодаря которому новые паразитические поколения образуются минуя свободноживущую фазу. Он заключается в том, что рабдитиформные личинки могут превращаться в инвазивные филяриевидные прямо в кишечнике при долгом нахождении в нём (например, при запорах). В этом случае перелинявшие личинки внедряются в стенку кишечника, по сосудам заносятся в лёгкие и цикл повторяется. Благодаря этому механизму стронгилоидоз может персистировать у человека десятилетиями, даже после выезда из очага. 

## Симптомы и признаки
Симптомы стронгилоидоза варьируют в широких пределах в зависимости от остроты болезни и индивидуальной реакции организма. Болезнь может протекать в нескольких формах: острая инфекция и синдром Лёффлера, хроническая инфекция с желудочно-кишечными проявлениями, асимптоматическая аутоинфекция, симптоматическая аутоинфекция и синдром гиперинфекции с диссеминацией (распространением) паразитов по всему организму.
У иммунокомпетентных лиц стронгилоидоз обычно принимает асимптоматическую или наиболее мягкую форму.
У ослабленных и иммунокомпрометированных лиц (имеющих раковые заболевания, СПИД, после трансплантации органов, химиотерапии и лечения кортикостероидами) стронгилоидоз может переходить в диссеминированную форму, когда личинки паразитов распространяются по всему организму. Эта форма болезни может протекать тяжело, вызывая заражение крови (паразитемия), менингит, миокардит и др.

### Желудочно-кишечные проявления
Симптомы могут быть очень разнообразными: боли в эпигастрии, вздутие живота, поносы и запоры, тошнота, рвота, снижение аппетита, потеря веса, анальный зуд. В классических случаях стул жидкий, водянистый, с примесью слизи, чередуется с запорами. Стронгилоидоз - важная причина отставания в развитии детей с пониженным иммунитетом. 
Длительная инвазия может приводить к нарушению всасывания питательных веществ в кишечнике и синдрому мальабсорбции. Симптомы могут напоминать целиакию, включая стеаторею, гипоальбуминемию и периферические отёки.

### Лёгочные проявления
Обусловлены миграцией личинок через альвеолы. Возникают примерно у 10% больных. Первичная инфекция может проявляться хрипами в лёгких и небольшим кашлем. 
Миграция большого количества личинок приводит к пневмониту, напоминающему синдром Лёфлера. Симптомы включают продуктивный кашель, иногда с кровью, одышку и повышение температуры.
Стронгилоидоз может также проявляться симптомами, сходными с бронхиальной астмой и пневмонией.

### Кожные проявления
Первичные кожные проявления обусловлены проникновением личинок. Чаще всего страдает кожа ног, но возможно появление высыпаний на любых участках, контактировавших с землёй. Сыпь представляет собой волдыри розово-красного цвета, овальной формы, возвышающиеся над поверхностью кожи. Они меняют форму, сопровождаются сильным зудом и «ползут» по коже со скоростью 5 - 15 см в час, в результате чего образуются линейной формы высыпания (larva currens). Сыпь держится от нескольких часов до нескольких дней, затем исчезает, но может появляться вновь, как аллергическая реакция при аутоинвазии новыми поколениями личинок.

### Другие проявления
При поражении нервной системы могут наблюдаться головная боль, ригидность затылочных мышц, признаки менингита, в тяжёлых случаях — коматозное состояние.
При распространении паразитов по всему организму (диссеминированная форма) может наблюдаться поражение печени, почек, сердца, брюшины, лимфатических узлов, поджелудочной и щитовидной железы, простаты, яичников. Сообщается о случаях аппендицита, вызванного инвазией S.stercoralis, а также эозинофильного оофорита.

## Осложнения
Стронгилоидоз может давать осложнения на желудочно-кишечный тракт, лёгкие, сердце и другие органы, а также кожные и неврологические вплоть до летального исхода.

### Желудочно-кишечные
- Нарушение усвоения питательных веществ (мальабсорбция)
- Кишечная непроходимость
- Аппендицит, перитонит
- Обструктивная желтуха

### Лёгочные
- Бронхиальная астма или обострение существовавшей обструктивной болезни лёгких
- Пневмония
- Дыхательная недостаточность
- Острый респираторный дистресс-синдром
- Лёгочные кровотечения
- Плеврит
- Гранулёматоз лёгких

### Прочие
Кожные осложнения включают «блуждающую личинку» (larva currens) — высыпания, появляющиеся в результате миграции под кожей личинок червя, пурпуру на теле и конечностях, а также хроническую крапивницу.
Неврологические осложнения могут включать менингит и абсцесс мозга, вызванные бактериями, попавшими из кишечника. К сосудистым осложнениям относится бактериемия (иногда повторная), вызванная также кишеными микроорганизмами (Escherichia coli, Klebsiella pneumoniae, Enterococcus sp., в том числе устойчивый к ванкомицину E. faecium, Streptococcus bovis).
Почечные осложнения иногда проявляются нефротическим синдромом. Исчезновение протеинурии при этом наблюдается после терапии антигельминтными препаратами (ивермектин). Нефротический синдром у детей в развивающихся странах чаще выявляется на фоне стронгилоидоза.

## Диагностика
Диагностика стронгилоидоза может оказаться довольно трудной задачей, золотого стандарта для выявления болезни не существует. Зачастую диагноз выставляется очень поздно или неверно, из-за неспецифичности и размытости жалоб. У пациентов с хронической формой болезни количество живущих паразитов обычно невелико, личинки выделяются с калом нерегулярно и в малых количествах, что значительно затрудняет диагностику. Существует несколько основных методов диагностики:
- Микроскопия кала
- Модифицированный метод микроскопии по Берману[14]
- Культуральное исследование кала на кровяном агаре
- Иммуноферментный анализ (ИФА, ELISA)
- Реакция иммунофлуоресценции (IFAT)
- Полимеразная цепная реакция (ПЦР)
- Аспирационная биопсия

## Лечение
Биохимические особенности паразита не позволяют достичь большого эффекта применением медикаментов в низких дозах. Личиночные стадии плохо поддаются терапии, лечение становится эффективнее при развитии болезни.
Препарат выбора для лечения стронгилоидоза — ивермектин. Он подходит для лечения острой и хронической формы, а также диссеминированной гиперинфекции. Процент выздоровления достигает 97 % после двухдневного курса. Препарат плохо изучен у детей.
Альтернативными препаратами являются альбендазол и мебендазол. Во избежание осложнений на ЦНС альбендазол может назначаться врачом в сочетании с антиконвульсантами и глюкокортикоидами.
Реабилитация больных достигается в течение 1 года. При длительном течении инвазии с развитием дистрофических изменений в слизистой оболочке желудочно-кишечного тракта может потребоваться приём ферментных препаратов и общеукрепляющих средств.

## Прогноз
Прогноз при стронгилоидозе обычно благоприятный, если проводится соответствующая этиотропная терапия в наиболее ранние сроки. При возникновении осложнений (перфорация язвы при язвенном гастродуодените, кровотечение и др.), реинвазии и аутоинвазии, развитии интеркуррентных заболеваний на фоне сниженной реактивности организма (туберкулёз, воспалительные неспецифические заболевания и др.) прогноз может быть весьма серьёзным. Особенно тяжело протекает стронгилоидоз у больных СПИДом, так как сопровождается выраженными деструктивными изменениями в стенке кишки, иногда приводящими к перфорации, генерализации инвазии с поражением многих органов и систем, прежде всего ЦНС, лёгких и т. д.

## Стронгилоидоз молодняка сельскохозяйственных животных
Заболевание телят, жеребят и поросят. Заражённые животные, более большей частью хронически, худеют, отстают в росте и плохо развиваются, а поросята в раннем возрасте часто гибнут. Заражение происходит в стойлах, хлевах и телятниках весной, летом и осенью. Свойство личинки проникать через неповрежденную кожу способствует массовому распространению.